# Gilbert Cates
Gilbert Cates (Nova Iorque, 6 de junho de 1934 — Los Angeles, 31 de outubro de 2011) foi um produtor de cinema estadunidense. Diretor da Geffen Playhouse e fundador da UCLA School of Theater, Film and Television, produziu quatorze edições do Oscar entre 1990 e 2008.

## Filmografia
- I Never Sang for My Father (1970)
- Summer Wishes, Winter Dreams (1973)
- One Summer Love (1976)
- The Promise (1979)
- The Last Married Couple in America (1980)
- Oh, God! Book II (1980)
- Backfire (1988)
- My First Love (1988)
- Do You Know the Muffin Man? (1989)